# Idaea albomarginata
Idaea albomarginata är en fjärilsart som beskrevs av Hans Reisser 1961. Idaea albomarginata ingår i släktet Idaea och familjen mätare. Inga underarter finns listade i Catalogue of Life.